# London Knights

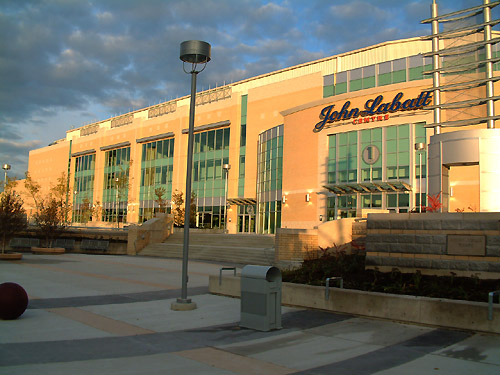
John Labatt Centre' - aktualna hala drużyny

London Knights – kanadyjski klub hokejowy z siedzibą w London.
Występuje w Ontario Hockey League w dywizji środkowo-zachodniej, konferencji zachodniej. Został założony w 1965 roku pod nazwą London Nationals.

## Sukcesy
- Emms Trophy: 1978, 1990
- Bumbacco Trophy: 1998
- Wayne Gretzky Trophy: 1999, 2005, 2006, 2012, 2013, 2016
- Hamilton Spectator Trophy: 2004, 2005, 2006, 2007, 2012, 2013
- Holody Trophy: 2004, 2005, 2006, 2007, 2009, 2010, 2012, 2013
- J. Ross Robertson Cup: 2005, 2012, 2013, 2016
- Memorial Cup: 2005, 2016

## Zawodnicy
W zespole mecze rozgrywali zawodnicy, którzy później zostali wybrani w pierwszej rundzie draftu NHL, a później grali w National Hockey League m.in.: Rick Green, Rob Ramage, Brendan Shanahan, Rick Nash, Patrick Kane, John Tavares. Drużyna swoje mecze rozgrywa w mogącej pomieścić 9 100 osób hali John Labatt Centre.
Klub zastrzegł numery zawodników:
- 5 – Rob Ramage
- 8 – Dino Ciccarelli
- 9 – Darryl Sittler
- 19 – Brendan Shanahan
- 22 – Brad Marsh
- 61 – Rick Nash
- 91 – Dave Bolland
- 94 – Corey Perry